# Andreas Schlütter
Andreas Schlütter född 17 augusti 1972 i Suhl i Thüringen är en tysk längdskidåkare.
Schlütter har under 2000-talet varit medlem i alla tyska stafettlag som tagit medalj i mästerskap från 2001-2006. Schlütter blev även 4:a på 50 km vid OS i Salt Lake City. I världscupen har Schlütter två pallplatser.